# Palazzo Flangini
Palazzo Flangini è un palazzo di Venezia, situato nel sestiere di Cannaregio affacciato sul Canal Grande. Si trova a fianco alla Chiesa di San Geremia e poco distante da Palazzo Labia.

## Storia
Palazzo Flangini fu costruito nel XVII secolo dall'architetto Giuseppe Sardi, discepolo di Baldassarre Longhena.
Appartenuto alla famiglia Flangini di origine cipriota, dopo la morte dell`ultimo discendente, il cardinale Ludovico Flangini, il palazzo passò alla famiglia Panciera.

## Descrizione
Il palazzo presenta una facciata stretta e lunga ma è ben visibile l'asimmetria del prospetto. L`architetto Giuseppe Sardi volle per la facciata principale una suddivisione in tre ordini orizzontali per dargli un senso di simmetria, ma per motivi misteriosi non riuscì mai a dar proprio quella simmetria che tanto cercava. Presenta, sulla facciata rivolta verso il Canal Grande, un portale d`acqua decorato con due figure maschili languidamente appoggiate sull`arco, due piani nobili con monofore e quadrifore laterali sostenute da semicolonne composite e ioniche le quali sono unite da balconi continui aggettanti e decorate con teste in chiave d`arco. Conserva al suo interno elementi architettonici di grande pregio insieme a preziose decorazioni del Settecento. Il portego si trova completamente spostato sulla sinistra, come quello di Ca' Tron: in questo caso, le finestre non riescono però a nascondere la difformità costruttiva.

## Curiosità
Molte sono le storie e le leggende che si odono sull'asimmetria evidente di Palazzo Flangini: ad esso infatti, manca tutta l'ala destra. Palazzo Flangini dovrebbe esser largo quasi il doppio: appare infatti alto e asimmetrico nella disposizione di porte e finestre . La teoria più accreditata è quella sostenuta da chi dice che il palazzo ha un'ala mancante perché la famiglia Flangini non riuscì mai ad acquistare la casa attigua, mentre è solo una leggenda la storia nella quale si racconta che Palazzo Flangini venne ereditato da due fratelli in grave discordia tra loro e che fu fatta demolire da uno dei due della metà che gli spettava, per far dispetto all'altro.